# Sonate K. 522
La sonate K. 522 (F.466/L.S.25) en sol majeur est une œuvre pour clavier du compositeur italien Domenico Scarlatti.

## Présentation
La sonate K. 522, en sol majeur, notée Allegro, forme une paire avec la sonate suivante de même tonalité. Comme la précédente paire, elle semble consacrée à une difficulté technique particulière. Après les tierces (K. 520), les agréments (K. 521), la sonate K. 522 se concentre sur les octaves brisés (mesure 39) ; la suivante traitera des sauts par mouvements contraires.

## Manuscrits
Le manuscrit principal est le numéro 9 du volume XIII (Ms. 9784) de Venise (1757), copié pour Maria Barbara ; les autres sont Parme XV 9 (Ms. A. G. 31420), Münster (D-MÜp) I 51 (Sant Hs 3964) et Vienne D 1 (VII 28011 D). Une copie figure à la Morgan Library, manuscrit Cary 703 no 66,.

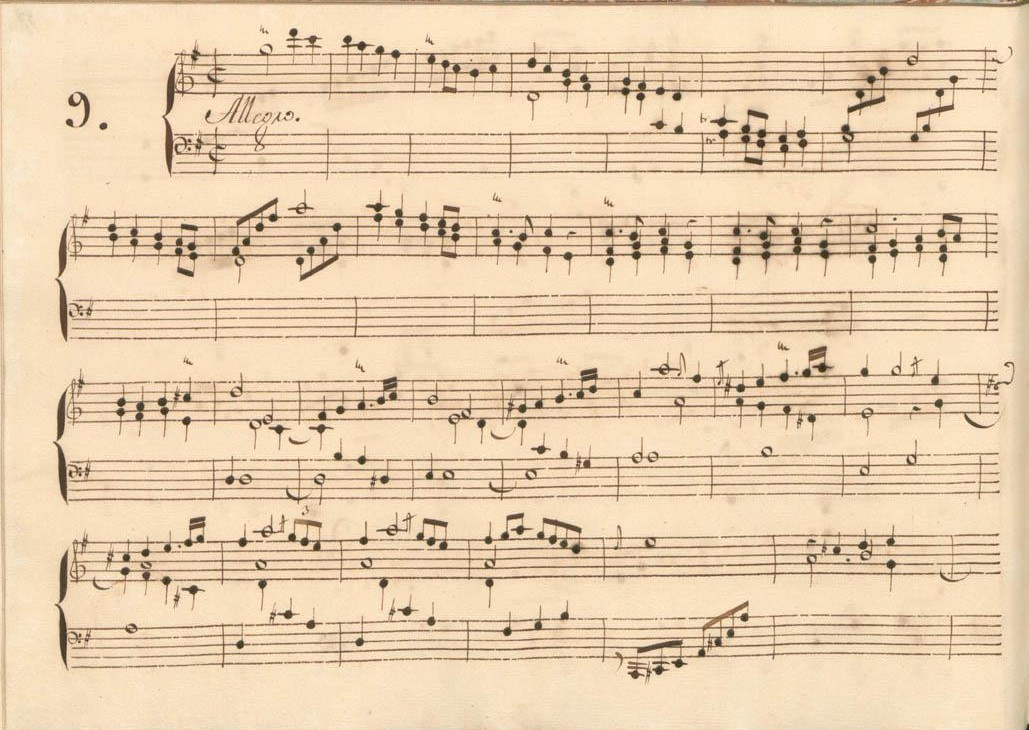
Parme XV 9.
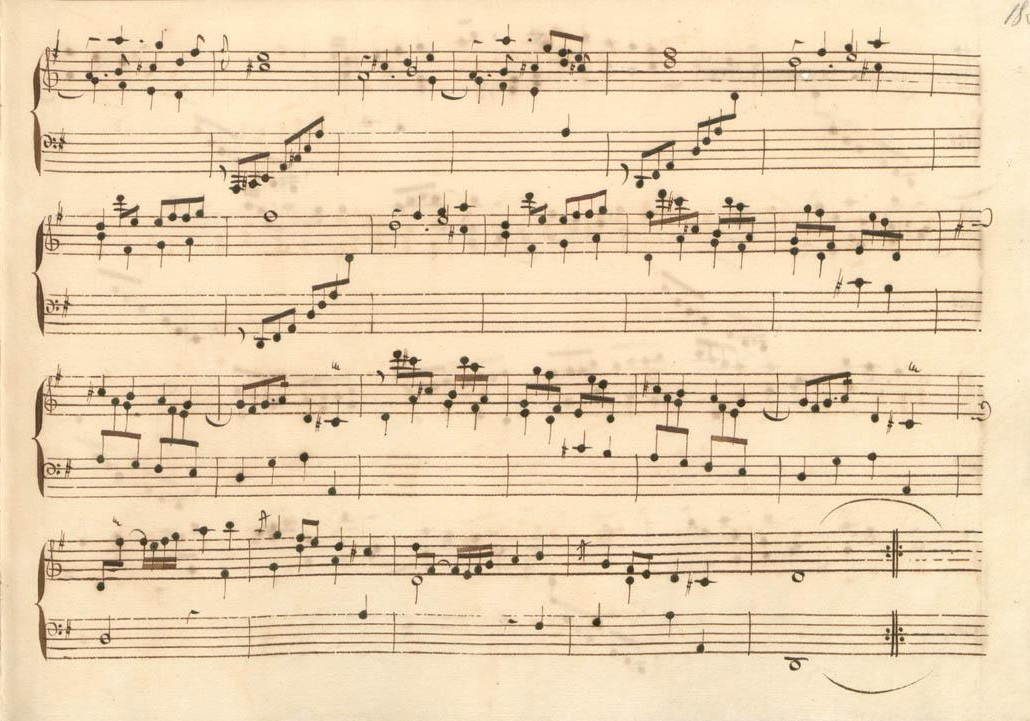
Parme XV 9 (fin de la première section).
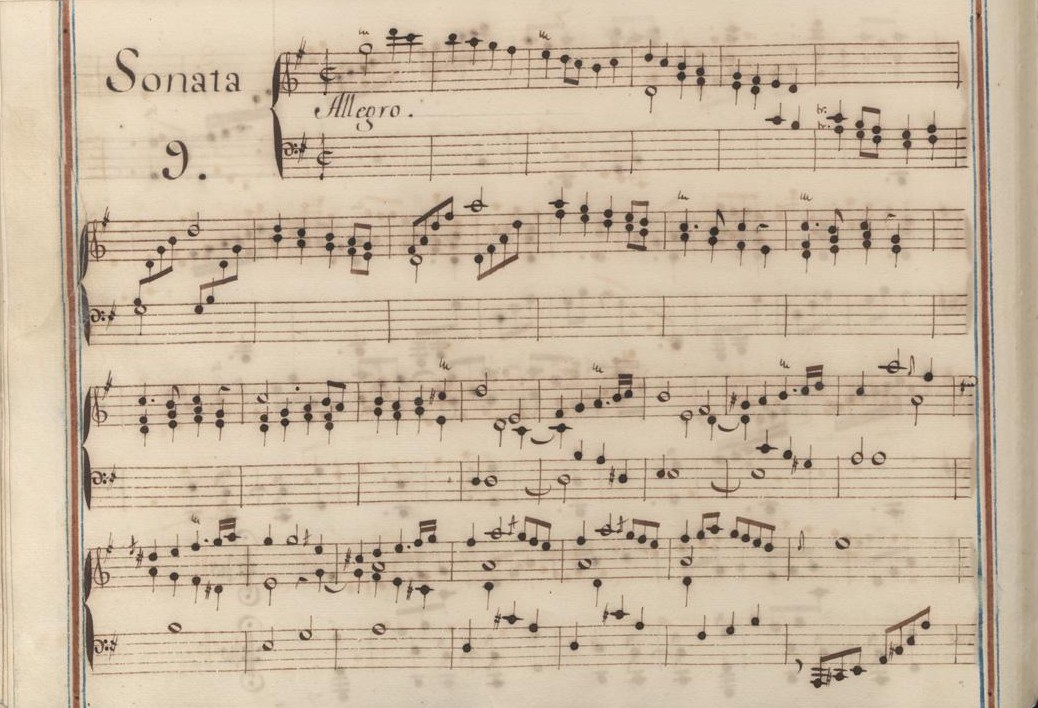
Venise XIII 9.
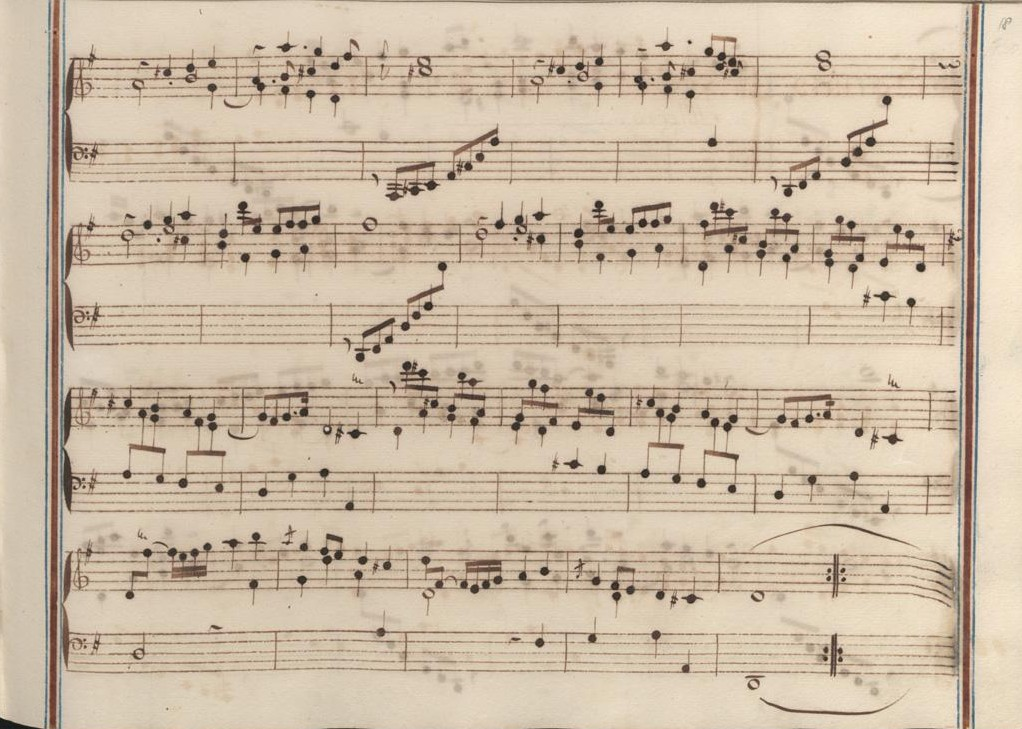
Venise XIII 9 (fin de la première section).
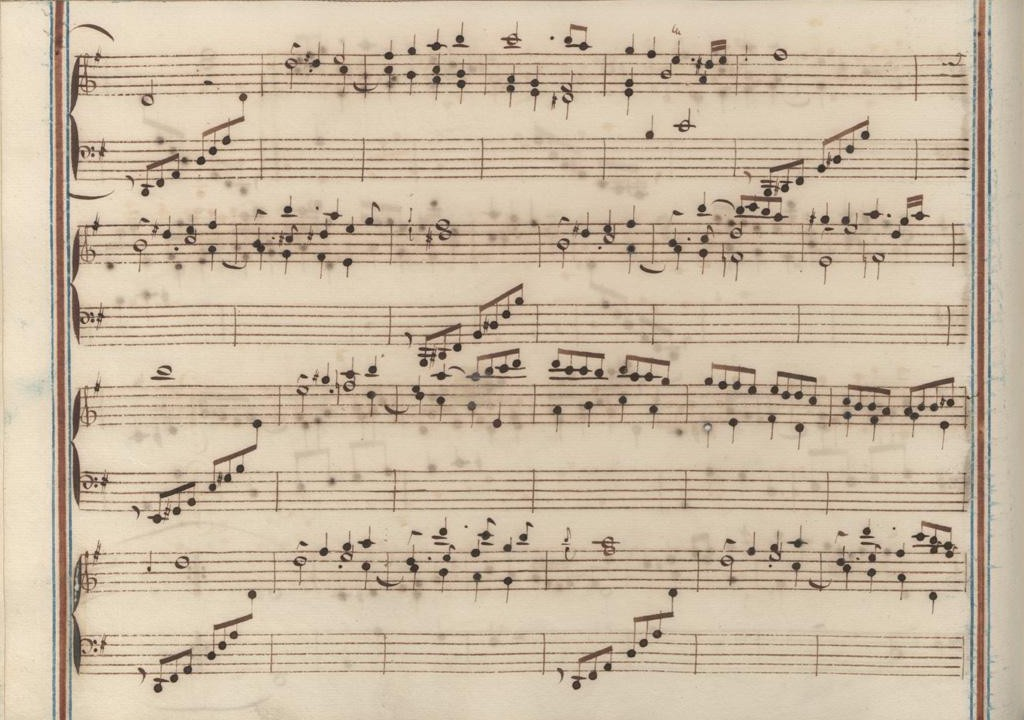
Venise XIII 9 (début de la seconde section).
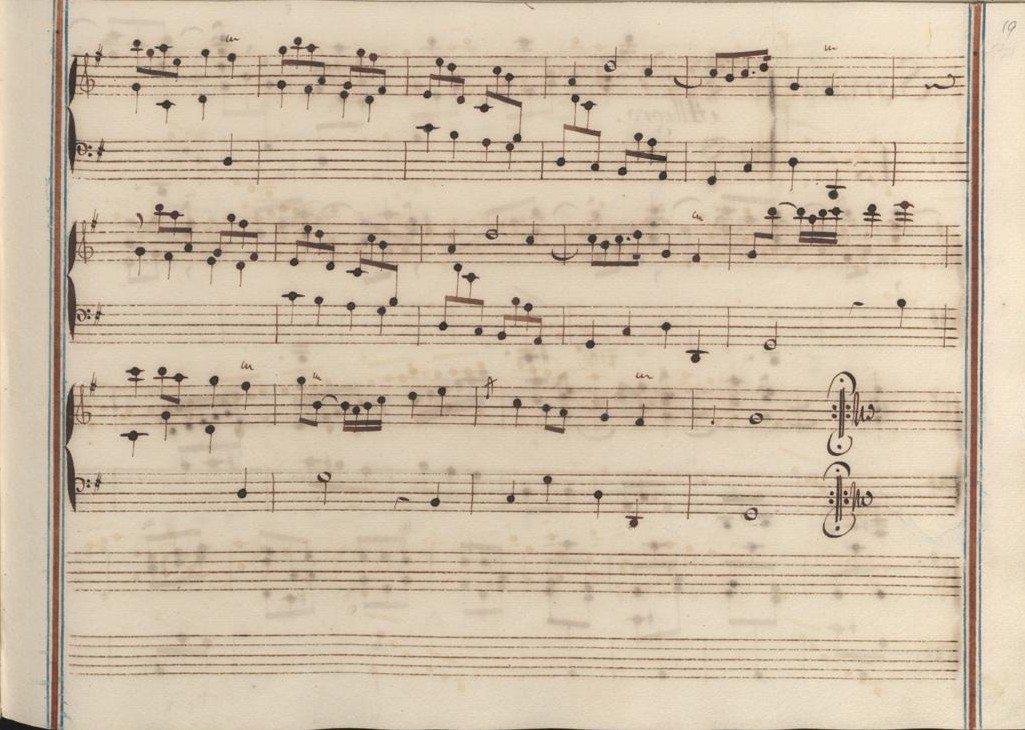
Venise XIII 9 (fin de la sonate).

## Interprètes
La sonate K. 522 est défendue au piano notamment par Sergio Monteiro (2017, Naxos, vol. 18) ; au clavecin, elle est jouée par Scott Ross (1985, Erato), Richard Lester (2004, Nimbus, vol. 5) et Pieter-Jan Belder (2007, Brilliant Classics, vol. 12).

## Sources
: document utilisé comme source pour la rédaction de cet article.
- Ralph Kirkpatrick (trad. de l'anglais par Dennis Collins), Domenico Scarlatti, Paris, Lattès, coll. « Musique et Musiciens », 1982 (1re éd. 1953 (en)), 493 p. (ISBN 978-2-7096-0118-4, OCLC 954954205, BNF 34689181).
- Alain de Chambure, « Domenico Scarlatti, Intégrale des sonates — Scott Ross », Erato/Éditions Costallat (2564-62092-2 (livret : 2292-45309-2)), 1985 (OCLC 891183737) .
- (es) Celestino Yáñez Navarro (thèse), Nuevas aportaciones para el estudio de las sonatas de Domenico Scarlatti. Los manuscritos del Archivo de Música de las Catedrales de Zaragoza, Université autonome de Barcelone, 2016 (lire en ligne)